# Toppserien 2012
La Toppserien 2012 è stata la 29ª edizione della massima serie del campionato norvegese femminile di calcio. La competizione è iniziata il 14 aprile 2012 con la 1ª giornata ed è terminata il 17 novembre 2012 con i play-off promozione-retrocessione. La squadra campione in carica era il Røa – che aveva vinto il titolo per la quinta volta nella sua storia nella stagione 2011 – mentre il successo finale è andato allo LSK Kvinner.

## Stagione

### Formula
Le 12 squadre partecipanti si affrontano in un girone di andata e ritorno per un totale di 22 giornate.

La squadra campione di Norvegia ha il diritto di partecipare alla UEFA Women's Champions League 2013-2014 partendo dai sedicesimi di finale.

La penultima classificata affronta la seconda classificata in 1. divisjon nello spareggio promozione-retrocessione.

L'ultima classificata retrocede direttamente in 1. divisjon.

### Novità
Le prime due classificate della 1. divisjon 2011, il Vålerenga ed il Fart, sono state promosse al posto delle retrocesse Medkila e Linderud-Grei.

## Squadre partecipanti
| Club            | Allenatore          | Città      | Stadio                 | Terreno              | Capacità | Posizione 2014          |
| --------------- | ------------------- | ---------- | ---------------------- | -------------------- | -------- | ----------------------- |
| Amazon Grimstad | Margunn Haugenes    | Grimstad   | Levermyr Stadion       | Erba naturale        | 2 010    | 7º posto in Toppserien  |
| Arna-Bjørnar    | Morten Kalvenes     | Arna       | Arna Idrettspark       | Erba naturale        | 1 100    | 4º posto in Toppserien  |
| Fart            | Frode Bekk          | Vang       | Fartbana Stadion       | Erba sintetica       | 1 300    | 2º posto in 1. divisjon |
| Kattem          | Svein Maalen        | Trondheim  | Byåsen Arena           | Sintetico misto erba | 1 800    | 9º posto in Toppserien  |
| Klepp           | Knut Eriksen        | Klepp      | Klepp Stadion          | Sintetico misto erba | 2 505    | 8º posto in Toppserien  |
| Kolbotn         | David Brocken       | Kolbotn    | Sofiemyr Stadion       | Erba naturale        | 3 400    | 3º posto in Toppserien  |
| LSK Kvinner     | Monica Knudsen      | Lillestrøm | LSK-hallen             | Sintetico misto erba | 2 300    | 5º posto in Toppserien  |
| Røa             | Geir Nordby         | Oslo       | Røa Kunstgress         | Erba sintetica       | 543      | Campione di Norvegia    |
| Sandviken       | Øyvind Nordtveit    | Bergen     | Stemmemyren Kunstgress | Erba sintetica       | 1 000    | 10º posto in Toppserien |
| Stabæk          | Øyvind Eide         | Bærum      | Nadderud Stadion       | Erba naturale        | 7 000    | 2º posto in Toppserien  |
| Trondheims-Ørn  | Thomas Dahle        | Trondheim  | DnB Arena              | Erba sintetica       | 2 000    | 6º posto in Toppserien  |
| Vålerenga       | Cecilie Berg-Hansen | Oslo       | Vallhall Arena         | Erba sintetica       | 5 500    | 1º posto in 1. divisjon |

## Classifica
|                     | Pos. | Squadra         | Pt | G  | V  | N | P  | GF | GS  | DR  |
| ------------------- | ---- | --------------- | -- | -- | -- | - | -- | -- | --- | --- |
| Norvegia (bandiera) | 1.   | LSK Kvinner     | 56 | 22 | 18 | 2 | 2  | 66 | 17  | +49 |
|                     | 2.   | Stabæk          | 50 | 22 | 15 | 5 | 2  | 70 | 21  | +49 |
|                     | 3.   | Arna-Bjørnar    | 47 | 22 | 14 | 5 | 3  | 61 | 21  | +40 |
|                     | 4.   | Røa             | 47 | 22 | 15 | 4 | 3  | 58 | 19  | +39 |
|                     | 5.   | Kolbotn         | 34 | 22 | 9  | 7 | 6  | 36 | 35  | +1  |
|                     | 6.   | Sandviken       | 29 | 22 | 9  | 2 | 11 | 45 | 51  | -6  |
|                     | 7.   | Klepp           | 26 | 22 | 7  | 5 | 10 | 41 | 41  | 0   |
|                     | 8.   | Vålerenga       | 23 | 22 | 6  | 5 | 11 | 27 | 47  | -20 |
|                     | 9.   | Trondheims-Ørn  | 21 | 22 | 6  | 3 | 13 | 29 | 50  | -21 |
|                     | 10.  | Amazon Grimstad | 20 | 22 | 5  | 5 | 12 | 25 | 35  | -10 |
|                     | 11.  | Kattem          | 15 | 22 | 5  | 3 | 14 | 34 | 56  | -22 |
|                     | 12.  | Fart            | 0  | 22 | 0  | 0 | 22 | 9  | 108 | -99 |

Legenda:

      Campione di Norvegia e ammessa alla UEFA Women's Champions League 2013-2014

 Ammessa allo spareggio promozione-retrocessione

      Retrocessa in 1. divisjon 2013

Tre punti a vittoria, uno a pareggio, zero a sconfitta.
La classifica viene stilata secondo i seguenti criteri:
- Punti conquistati
- Differenza reti generale
- Reti totali realizzate
- Punti conquistati negli scontri diretti
- Differenza reti negli scontri diretti
- Reti realizzate in trasferta negli scontri diretti (solo tra due squadre)
- Reti realizzate negli scontri diretti
- play-off (solo per decidere la squadra campione, l'ammissione agli spareggi e le retrocessioni)

## Spareggi

### Play-off promozione-retrocessione
|         |       |         | Città e data                |
| ------- | ----- | ------- | --------------------------- |
| Kattem  | 3 – 0 | Medkila | Trondheim, 14 novembre 2012 |
| Medkila | 3 – 2 | Kattem  | Harstad, 17 novembre 2013   |

- Il Kattem ha vinto gli spareggi, salvandosi sul campo. La società ha però abbandonato la Toppserien ed il Medkila è stato così ripescato al suo posto.

## Statistiche

### Classifica marcatori
| Gol |  |  | Giocatore             | Squadra      |
| --- |  |  | --------------------- | ------------ |
| 25  |  |  | Isabell Herlovsen     | Lillestrom   |
| 24  |  |  | Ada Hegerberg         | Stabaek      |
| 20  |  |  | Cecilie Pedersen      | Lillestrom   |
| 13  |  |  | Melissa Bjånesøy      | Sandviken    |
| 13  |  |  | Lene Mykjåland        | Roa          |
| 11  |  |  | Hege Hansen           | Arna-Bjornar |
| 11  |  |  | Guro Reiten           | Kattem       |
| 11  |  |  | Elise Thorsnes        | Roa          |
| 11  |  |  | Amalie Vevle Eikeland | Arna-Bjornar |